# モントレー湾

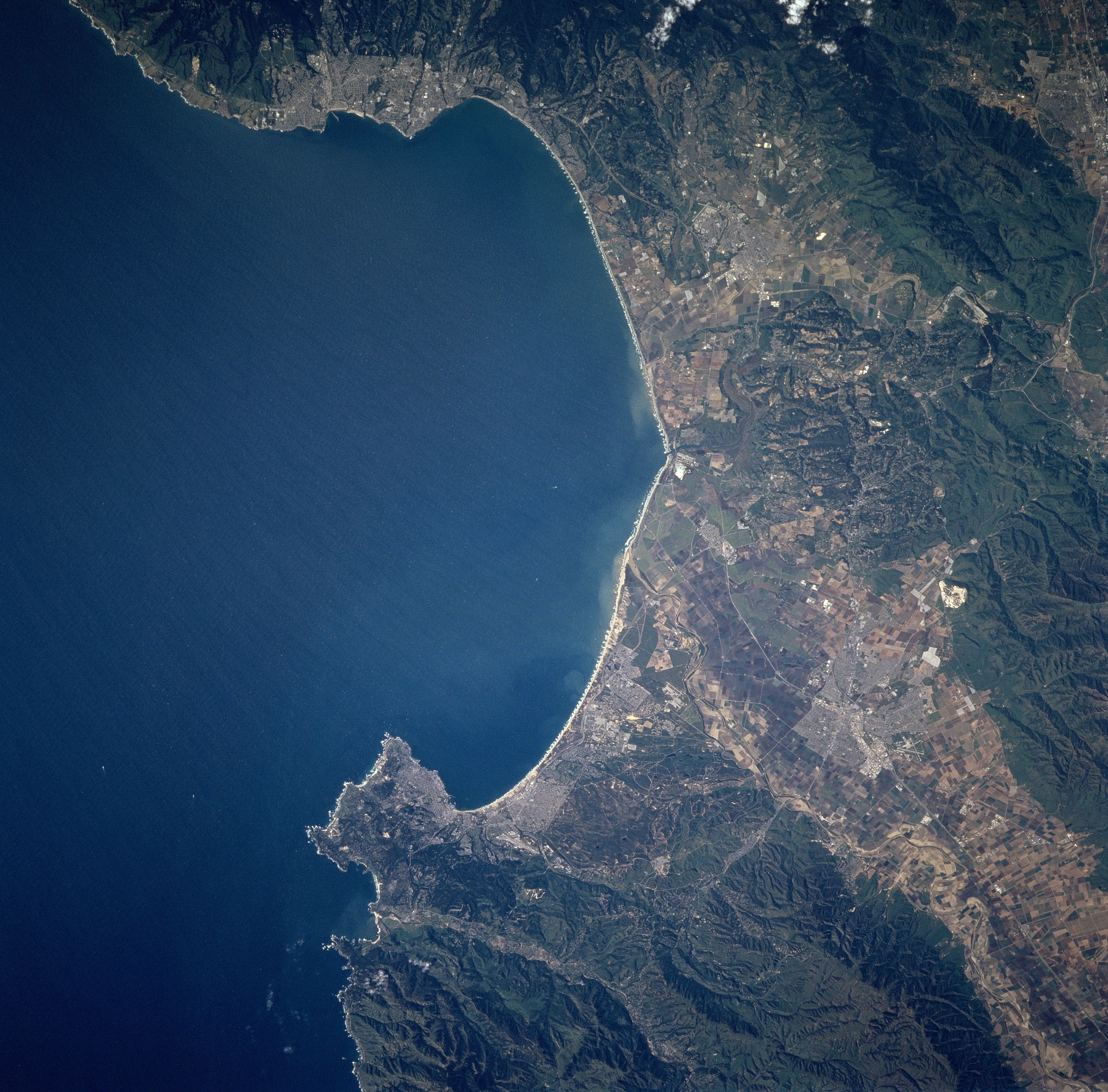
宇宙から見たモントレー湾。北にサンタクルーズ、南にモントレー半島が見える

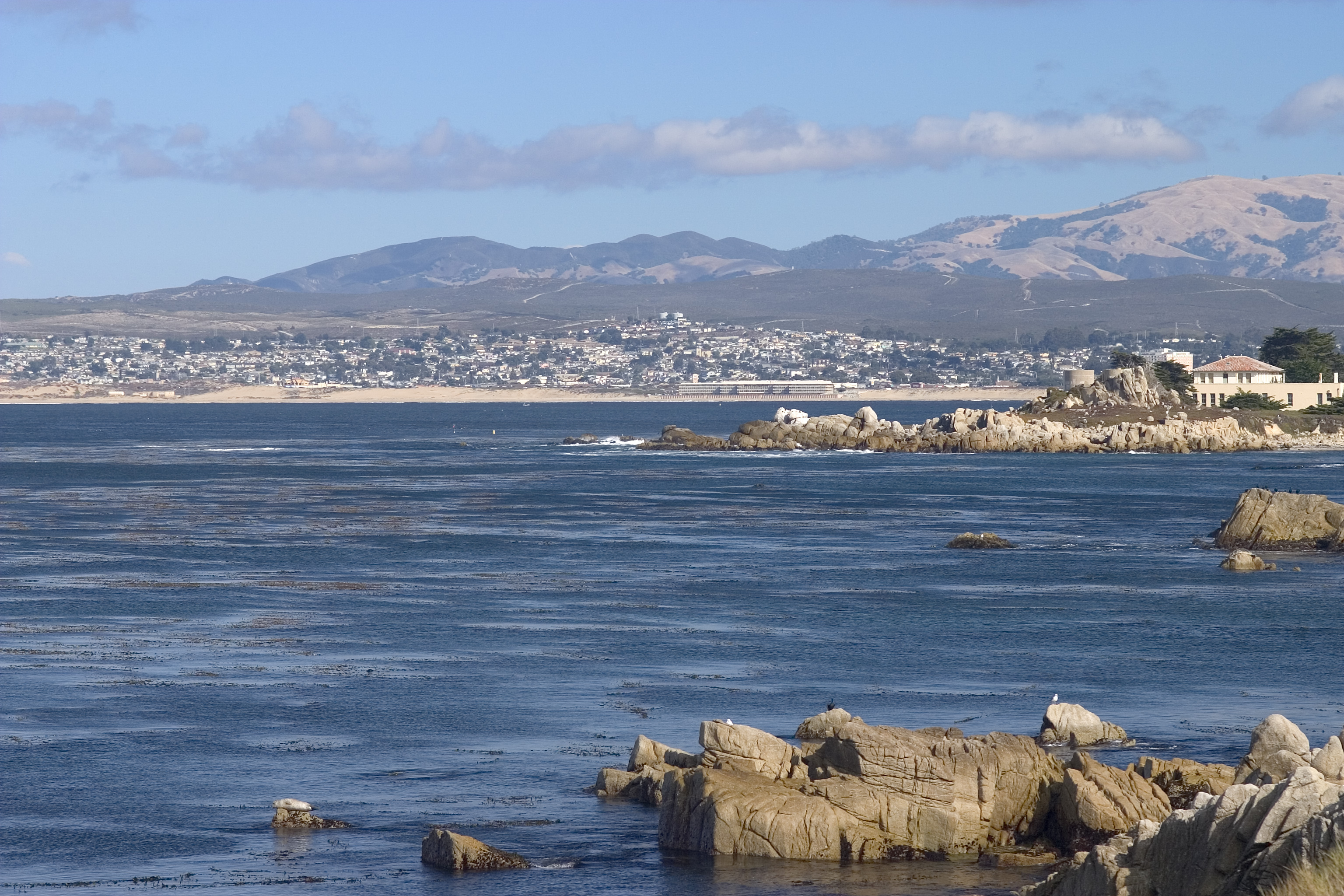
モントレー湾

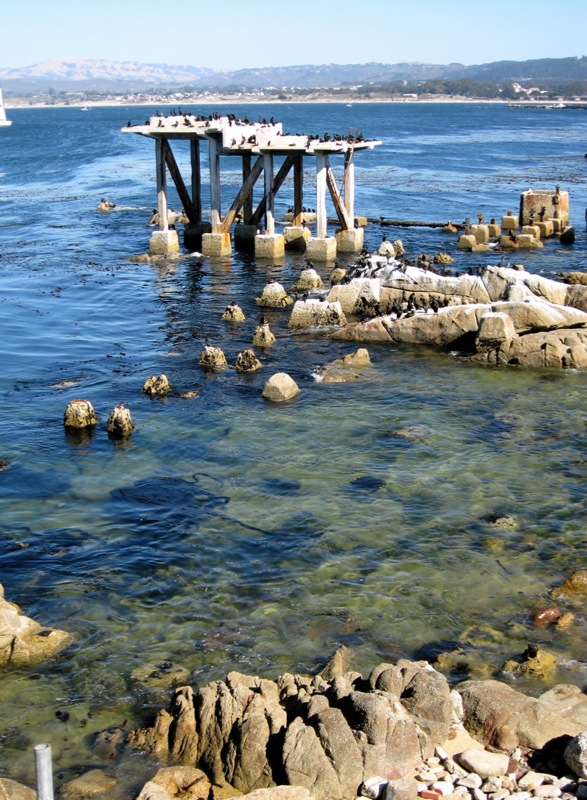
モントレー湾の鵜のアパート

モントレー湾（モントレーわん、Monterey Bay）は、アメリカ合衆国カリフォルニア州の、太平洋に面した湾。サンフランシスコやサンノゼから見ると南方にあたる。湾の北側はサンタクルーズ郡の郡庁所在地であるサンタクルーズがある。湾の南端はモントレー半島になっており、そこにモントレー郡の郡庁所在地であるモントレーがある。
セントラルコーストのサンタクルーズ郡とモントレー郡の共同体全部をあわせてモントレー・ベイエリアと俗に呼ばれることがある。
1997年10月12日、ジョン・デンバーがパシフィック・グローブから自家用機で飛びたって、モントレー湾で事故死した。

## 地名
モントレー湾を最初に訪れたヨーロッパ人はフアン・ロドリゲス・カブリリョであった。スペインの海洋探検のために北上中、1542年11月16日にモントレー湾に到達し、「バイア・デ・ロス・ピノス」(Bahía de los Pinos、「松の湾」)と名づけた。おそらく湾の南端のモントレー半島を回るときに多くの松を目にしたためであろう。カブリリョのつけた名前は忘れられたが、モントレー半島の西端は今もポイント・ピノスと呼ばれている。
1595年12月10日、セバスティアン・ロドリゲス・ソロメニョが湾を横断し、ヴェローナの聖ペトロをたたえて「バイア・デ・サン・ペドロ」(Bahía de San Pedro)と命名した。
現在の地名は1602年にセバスティアン・ビスカイノによってつけられた。ビスカイノはスペイン政府から海岸の詳細な地図を作るように命じられ、現在のモントレー港に12月16日に到着して、当時のヌエバ・エスパーニャ副王であったモンテレイ伯爵ガスパール・デ・スニガ・イ・アセベードから名を得てプエルト・デ・モンテレイ(Puerto de Monterrey、モンテレイ港)と命名した。「Monterrey」はスペインのガリシアにある都市モンテレイ(Monterrei) の別な綴り方で、モンテレイ伯爵の名はこの都市に由来する。
この地方の「モントレー」の名のつく名詞は、すべて湾に近いことから名づけられた。プレシディオ・オブ・モントレー、モントレー市、モントレー郡、モントレー・キャニオンなど。

## 地理
モスランディング沖からはじまるモントレー・キャニオン（モントレー峡谷）は、ちょうどモントレー湾の中心にあり、世界最大の海底の峡谷のひとつである。その深さと大きさはグランド・キャニオンに匹敵する。峡谷の形成過程は不明だが、かつてサクラメント川またはコロラド川がモントレー湾に注いでいて、その浸食作用で作られたとする説と、地震によって形成されたとする説がある。
この峡谷から上がってくる世界的にも稀な海洋深層水の湧昇が、モントレー湾の生態系に大きく影響している。

## 生物
モントレー湾には多くの海棲哺乳類（ラッコ、ゼニガタアザラシ、ハンドウイルカなど）が棲息する。コククジラ、ザトウクジラの通り道でもあり、ゾウアザラシの子はここで育つ。湾内にシャチが現れることもあり、とくに北へ向かうコククジラを狩るために出現する。魚類、サメ、アワビやイカなどの軟体動物、鳥類、ウミガメなども多くの種類が湾内に住んでいる。湾内には何種類かのケルプが生えるが、あるものは木のように高くなり、ケルプの森として知られる。

## 周辺の共同体
- サンタクルーズ
  - ライブオーク
- キャピトラ
  - ソケール
  - アプトス
  - リオ・デル・マー
  - ラ・セルバ・ビーチ
  - コラリトス
  - フリーダム
- ワトソンビル
  - パハロ
  - ラス・ロマス
  - エルクホーン
  - モスランディング
  - カストロビル
- サリナス
- マリーナ

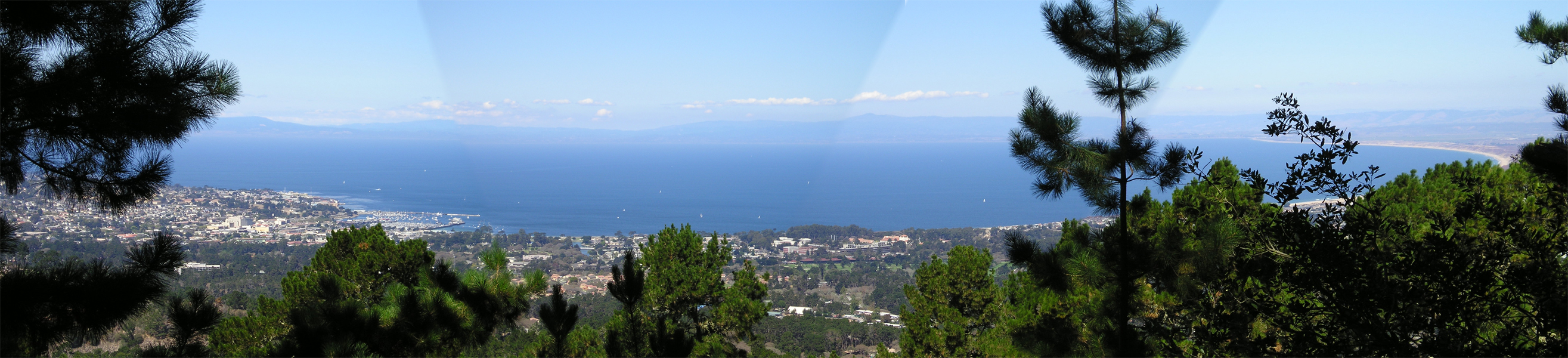
ジャックス・ピーク公園から見たモントレー湾のパノラマ

  - フォート・オード（アメリカ陸軍駐屯地、1994年に閉鎖）
- シーサイド
- サンドシティー
- デル・レイ・オークス
- モントレー
- パシフィック・グローブ

## ギャラリー

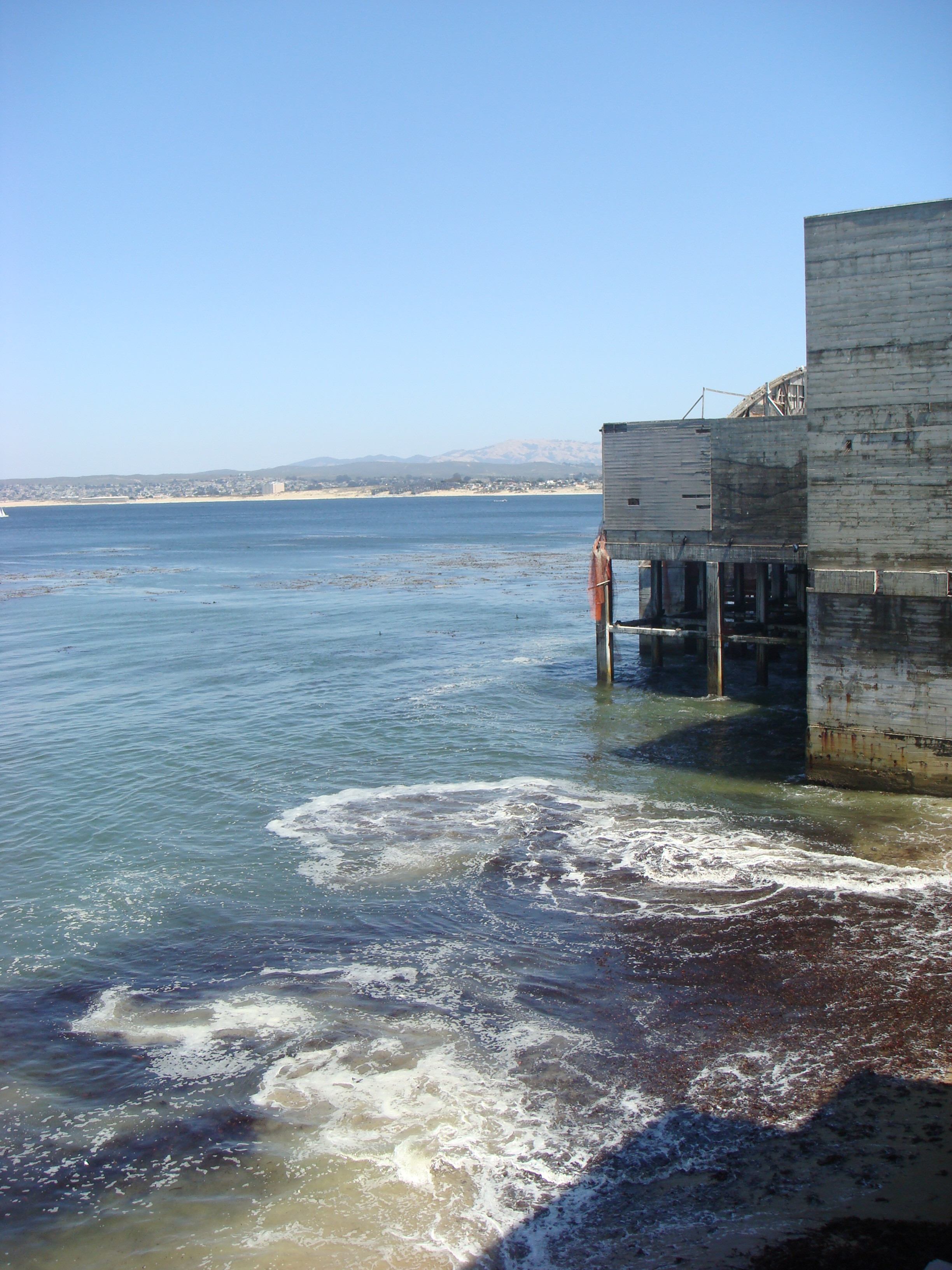
モントレー湾と缶詰工場跡
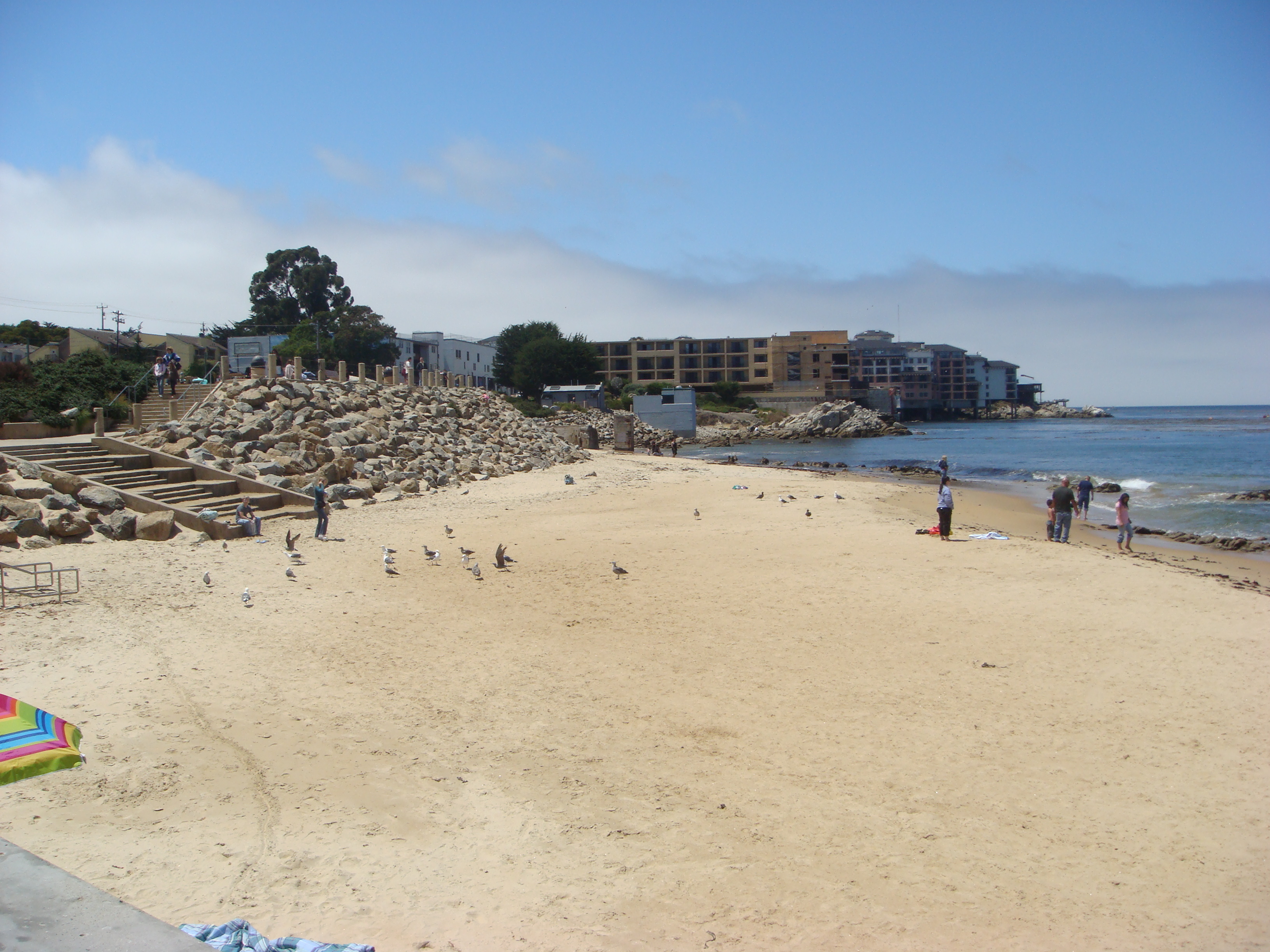
モントレー湾の砂浜のひとつ
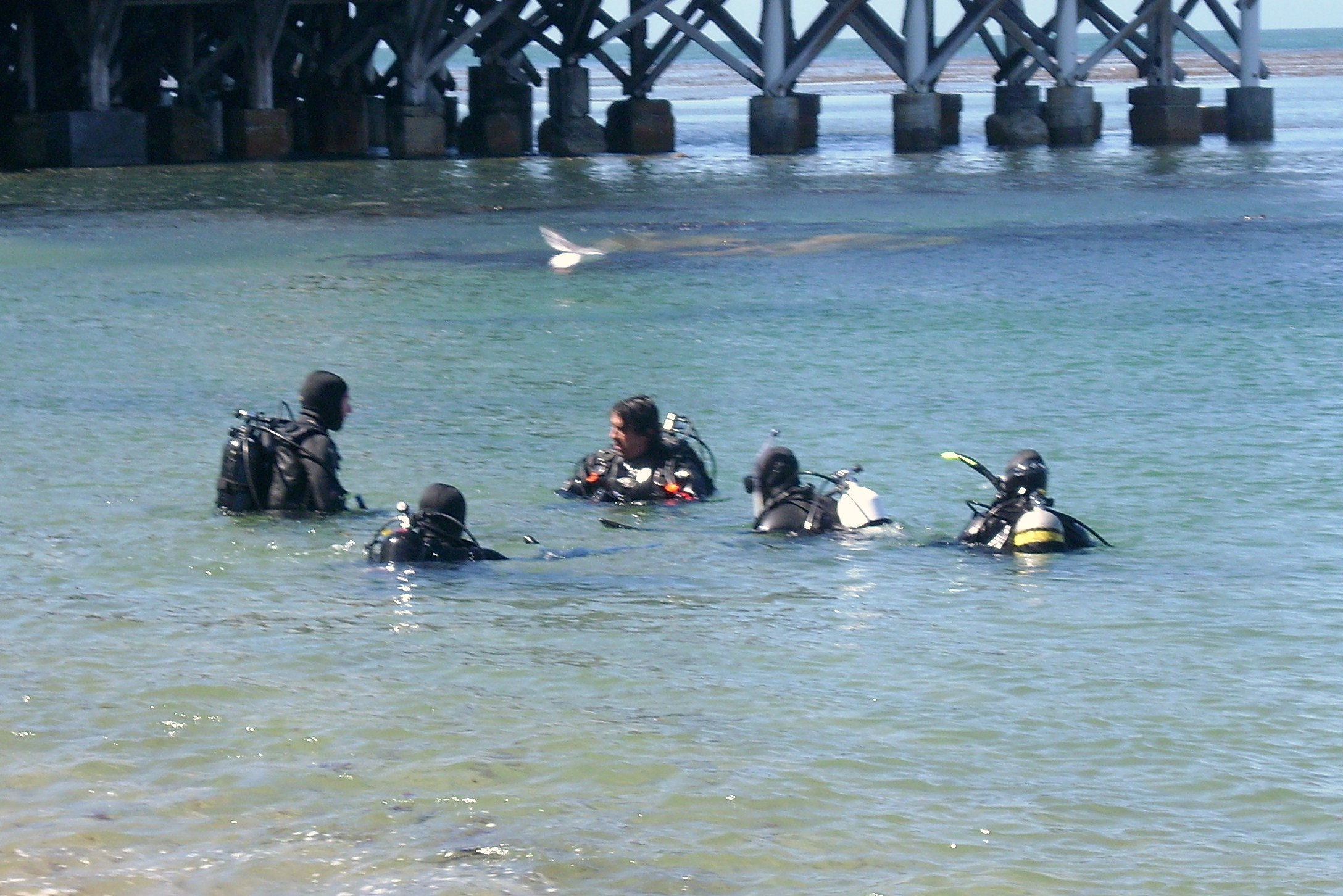
スキューバ・ダイビングのレッスン。モントレーにて
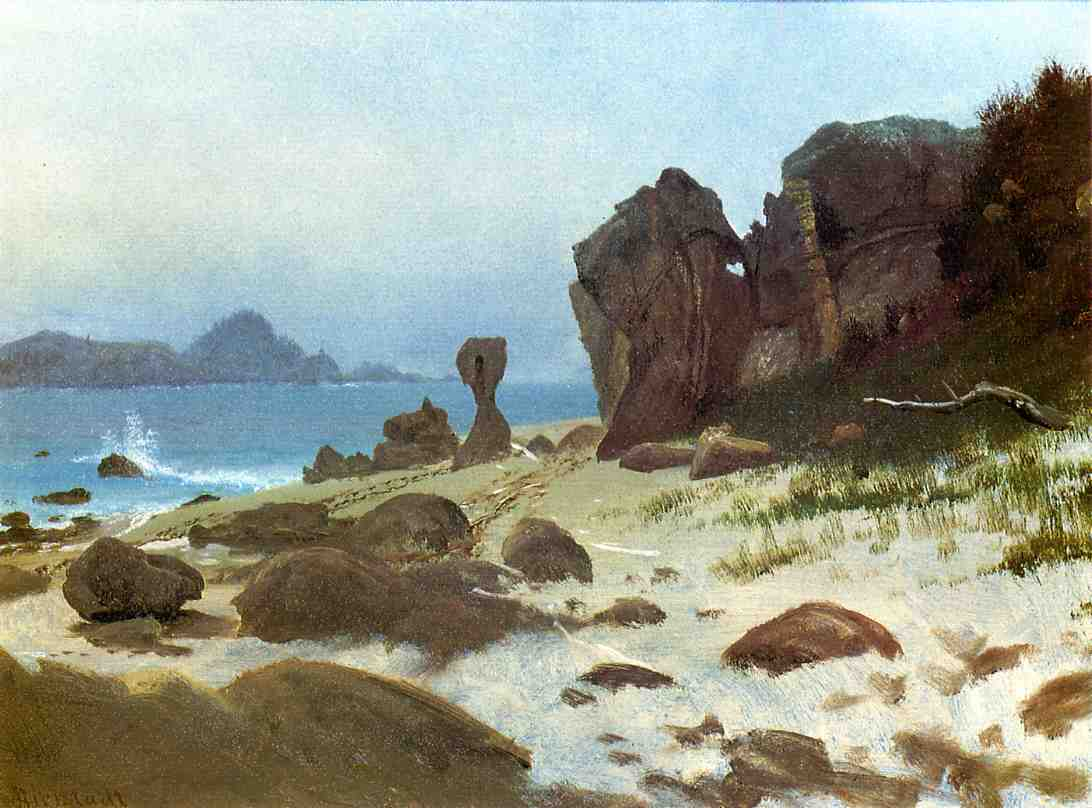
アルバート・ビアスタットの油絵「モントレーの湾」日付なし
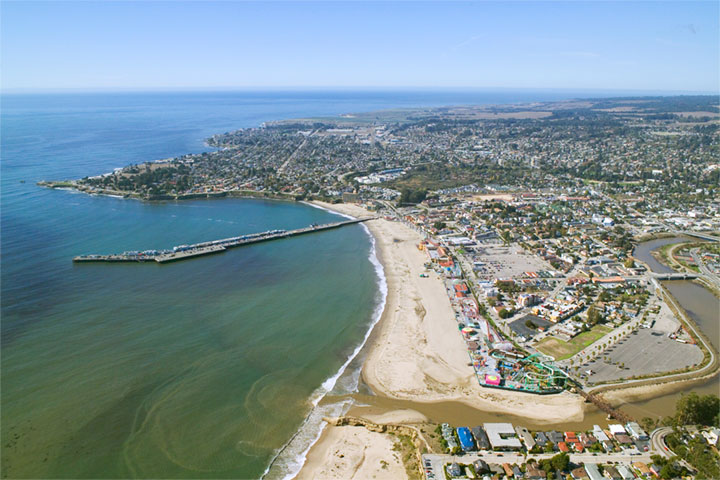
サンタクルーズ上空から見たモントレー湾
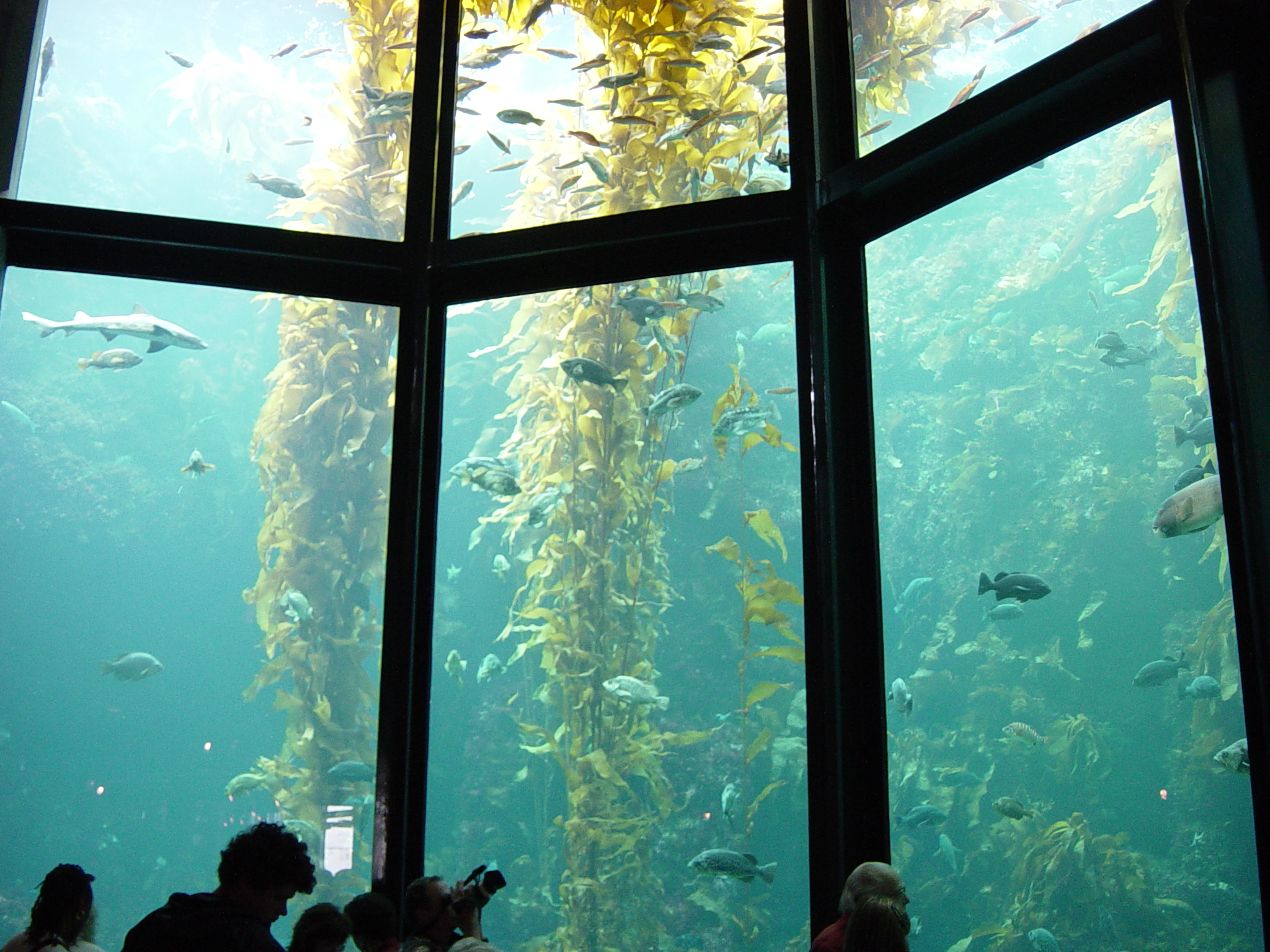
ケルプの森（モントレー湾水族館）